# Neocoenyra divuensis
Neocoenyra divuensis är en fjärilsart som beskrevs av Seydel 1929. Neocoenyra divuensis ingår i släktet Neocoenyra och familjen praktfjärilar. Inga underarter finns listade i Catalogue of Life.